# Манилово

Манилово — деревня в Брейтовском районе Ярославской области. Входит в состав Брейтовского сельского поселения.

## География
Находится в северо-западной части Ярославской области на расстоянии приблизительно 6 км на северо-запад по прямой от административного центра района села Брейтово.

## История
Была отмечена еще на карте 1798 года. В 1859 году здесь (деревня Моложского уезда Ярославской губернии) было учтено 23 двора и маслобойный завод, в 1898 — 43, в 1941 — 65.

## Население
Численность населения: 188 человек (1859 год), 29 (русские 97 %) в 2002 году, 15 в 2010.